# Glitter (альбом)
Glitter (с англ. — «Блеск») — саундтрек к одноимённому фильму 2001 года и восьмой студийный альбом американской певицы Мэрайи Кэри. Он был издан звукозаписывающей компанией Virgin Records 11 сентября 2001 года. Низкие продажи альбома, которые были только при релизе под лейблом Virgin, привели к расторжению договора с певицей в начале 2002 года.

## История создания
В 1997 году, после выпуска альбома Butterfly, Мэрайя Кэри начала сниматься в фильме, который на тот момент носил название All That Glitters, и записывать одноимённый саундтрек к нему. Однако компания Columbia Records вместе с Кэри параллельно работала над сборником лучших песен, и они намеревались выпустить пластинку ко Дню благодарения в ноябре 1998 года. Кэри пришлось отложить запись All That Glitters, чтобы сосредоточиться на компиляции #1's. В 1999 году, в связи с подготовкой диска Rainbow, Кэри вновь перенесла работу над саундтреком. После того, как запись альбома завершилась, певица решила вернуться к All That Glitters. К тому времени у Кэри значительно ухудшились как личные, так и рабочие отношения с её супругом Томми Мотоллой — главой рекорд-лейбла Columbia Records, на котором исполнительница на тот момент состояла. Мотолла не хотел больше работать с Кэри, и сама певица хотела покинуть лейбл; однако по условиям контракта она должна была выпустить ещё один альбом с Columbia Records. После того, как звукозаписывающая компания Virgin Records предложила Columbia 20 миллионов долларов США за досрочное расторжение договора с Кэри, певица заключила с Virgin контракт на 100 миллионов долларов, по условиям которого она должна была выпустить пять альбомов.
Начав сотрудничество с Virgin Records, Кэри решила завершить съёмки в фильме и запись саундтрека. Договор, который она подписала с лейблом, гарантировал ей полный творческий контроль над материалом. Певица хотела записать для альбома песни, в которых преобладало бы диско 1980-х годов, чтобы они соответствовали стилистике фильма. Ближе к релизу название киноленты было изменено на «Блеск» (англ. Glitter). В начале 2001 года, в период съёмок в фильме и записи саундтрека, Кэри рассталась со своим возлюбленным, латиноамериканским певцом Луисом Мигелем. На фоне личных и рабочих трудностей, у певицы произошёл нервный срыв. Она начала публиковать на своём официальном сайте ряд тревожных сообщений, и странно себя вела на мероприятиях в рамках промокампании фильма и альбома.

## Использование треков в фильме
1. «Loverboy»: Основной хит главной героини Билли Франк. Первоначально, песня перегружена различными эффектами, но позже, она будет звучать так же, как и в альбоме.
2. «Lead the Way»: Песня играет в конце фильма, когда идут титры. Так же она использована в качестве звукового сопровождения при первом поцелуе Билли со своим парнем-продюсером Дайсом.
3. «If We»: Играет перед первым свиданием Билли и Дайса.
4. «Didn’t Mean to Turn You On»: Первая совместная песня Билли и Дайса. Она становится клубным хитом и премьерной песней для USA Music Awards.
5. «Don’t Stop (Funkin' 4 Jamaica)»: Импровизация Билли во время вечеринки в клубе Дайса.
6. «All My Life»: Песня созданная вымышленной Pop певицей Силк, для которой Билли наняли для записи бэк-вокала. После того как продюсер слышит как поет Билли, он убеждает её сделать полную запись песни и выпустить её под именем Силк. Однако, Силк допускает ошибку, оскорбив Билли и её подруг, и Билли раскрывает тайну и все узнают, что песню поет совсем не Силк.
7. «Reflections (Care Enough)»: Песня, которую Билли написала о своей матери. Звукозаписывающая компания не одобрила слишком личную песню певицы.
8. «Last Night a DJ Saved My Life»: Музыка в клубе, введение основано только на басах и барабанах.
9. «Want You»: Билли записывает эту песню вместе с вымышленным R&B певцом Рафаэлем; песня становится хитом.
10. «Never Too Far»: Песня написанная Билли совместно с Дайсом во время разрыва отношений. Она поет эту песню на своем сольном концерте в Madison Square Garden после смерти Дайса.
11. «Twister»: Играет, когда Билли забирают от матери в начале фильма.

## Критический и коммерческий прием
Альбом был выпущен незадолго до выхода фильма "Glitter ". И альбом, и фильм потерпели критическую и коммерческую неудачу. Хотя Rob Sheffield (известный музыкальный критик) дал альбому три балла из пяти в обзоре журнала Rolling Stone. Он писал: «Проклятье, если „Glitter“ не станет большим шагом во взрослении одной из вечных детей поп-музыки». Низкие продажи приписывали к дате выпуска альбома, совпавшей с трагедией 11 сентября 2001 года. Мэрайя говорила в интервью: «Различные ток-шоу по всей стране нуждались кое в чем, чтобы отвлечь зрителей от трагедии 11 сентября. Я стала козлом отпущения. Они сорвались на мне, потому что мой альбом занял только второе место, а не первое (смотри ссылку на позиции в чартах — сингла »Loverboy"). СМИ высмеивали меня и делали всяческие нападки в мой адрес".
Альбом дебютировал под номером один в чарте США — Billboard Top Soundtracks,, оставаясь на вершине в течение трех недель, и под номером 7 в чарте альбомов США — Billboard 200, с общими продажами за первую неделю — 116,000 копий альбомов У альбома был пониженный спрос в чартах: он продержался в ТОП 20 всего две недели и в самом чарте — 12 недель. «Glitter» получил платиновую сертификацию от Американской ассоциации звукозаписывающих компаний в октябре 2001 года. На октябрь 2007 года продажи альбома в США составили 636,000 копий. Саундтрек был самым продаваемым в чартах Японии, а также имел хороший успех в маленьких странах, таких как: Греция, Южная Корея, Филиппины, Испания и Италия. Альбом был продан в количестве 2,000,000 копий по всему миру.
Ведущий сингл «Loverboy» занял второе место в чарте Billboard Hot 100; после того, как сингл начал терять позиции в чарте, Virgin Records решила снизить цену на сингл. Два последующих сингла «Never Too Far» и «Don't Stop (Funkin' 4 Jamaica)», стали первыми синглами Мэрайи, которые не смогли войти в чарт Billboard Hot 100. Так же был снят видеоклип на четвёртый сингл «Last Night a DJ Saved My Life», но он не был издан официально после того, как лейбл Virgin Records отказал в промоушене альбома и выплатил отступные при расторжении контракта с певицей.
Песня «If We» была позже переработана певицей Damizza и издана в качестве сингла с названием «What Would You Do» при участии Butch Cassidy, Nate Dogg и Мэрайи Кэри в 2004 году. Из-за конфликта между Damizza и Shade Sheist, Damizza пришлось исключить Cassidy из сингл-версии песни. Sheist выпустила свою версию этой песни под названием «G-Mix», который был переработан при участии Nune и Мэрайи Кэри. Песне «What Would You Do» не удалось войти в чарт Billboard Hot 100, и она получила минимальную известность в Европе.

## Список композиций
На музыкальном CD
1. «Loverboy» (remix)  (подготовлена Mariah Carey, Da Brat, Ludacris, Shawnna и Twenty II)  — 4:30
2. «Lead the Way» — 3:53
3. «If We»  (подготовлена Mariah Carey, Ja Rule и Nate Dogg)  — 4:20
4. «Didn’t Mean to Turn You On» — 4:54
5. «Don't Stop (Funkin' 4 Jamaica)»  (подготовлена Mariah Carey и Mystikal) — 3:37
6. «All My Life» — 5:09
7. «Reflections (Care Enough)» — 3:20
8. «Last Night a DJ Saved My Life»  (подготовлена Мэрайей Кэри, Busta Rhymes, Fabolous и DJ Clue) — 6:43
9. «Want You»  (подготовлена Мэрайей Кэри и Eric Benét)  — 4:43
10. «Never Too Far» — 4:21
11. «Twister» — 2:26
12. «Loverboy»  (подготовлена Мэрайей Кэри и Cameo)  — 3:49

Двойное винил издание
Сторона A:
1. «Loverboy» (remix)  (подготовлена Mariah Carey, Da Brat, Ludacris, Shawnna и Twenty II)  — 4:30
2. «Last Night a DJ Saved My Life»  (подготовлена Mariah Carey, Busta Rhymes, Fabolous и DJ Clue) — 6:43
3. «Didn’t Mean to Turn You On» — 4:54
4. «Don't Stop (Funkin' 4 Jamaica)»  (подготовлена Mariah Carey и Mystikal) — 3:37

Сторона B:
1. «If We»  (подготовлена Mariah Carey, Ja Rule и Nate Dogg)  — 4:11
2. «All My Life» — 5:10
3. «Want You»  (подготовлена Mariah Carey и Eric Benét)  — 4:44
4. «Loverboy»  (подготовлена Mariah Carey и Cameo)  — 3:50

Сторона C:
1. «Lead the Way» — 3:53
2. «Reflections (Care Enough)» — 3:21

Сторона D:
1. «Never Too Far» — 4:22
2. «Twister» — 2:26